# ژروم نوویل
ژروم نوویل (فرانسوی: Jérôme Neuville‎؛ زادهٔ ۱۵ اوت ۱۹۷۵) دوچرخه‌سوار اهل فرانسه است.
وی در مسابقات کشوری و بین‌المللی در مجموع برندهٔ ۲ مدال طلا شده‌است.